# زوکاپسایسین
زوکاپسایسین (انگلیسی: Zucapsaicin) دارویی است که برای درمان آرتروز زانو و سایر دردهای نوروپاتیک استفاده میشود. این دارو سه بار در روز به مدت حداکثر سه ماه استفاده میشود. زوکاپسایسین عضوی از فنل ها و عضوی از متوکسی بنزن ها است.